# Bakuriani
Bakuriani (kartvéli írással: ბაკურიანი) városi jellegű település Grúzia Szamche-Dzsavaheti régiójában. A grúz fővárostól, Tbiliszitől 180 km-re nyugatra, Bordzsomitól 30 km-re található, 1700 m körüli tengerszint feletti magasságban. A település a Trialeti-hegység északi oldalán, a Borzsomi-völgyben helyezkedik el. Elsősorban télisport lehetőségeiről ismert népszerű grúz hegyi üdülőhely. Állandó lakossága 2014-ben 1879 fő volt. A település a Borzsomi–Bakiruani közigazgatási egység része. A települést Borzsomiból közúton és villamosított keskeny nyomtávú vasúton lehet megközelíteni. Afő gazdasági tevékenységet a turizmushoz kapcsolódó szolgáltatások jelentik, de a településen egy andezitbánya is működik. A település Borzsomival közösen pályázott a 2014-es téli olimpiai játékok rendezési jogára, de a pályázat sikertelen volt.

## Története
Már a cári időszakban is kedvelt üdülőhely volt, a cári család gyakran üdült ott, erre a célra palotát is építettek, mely máig fennmaradt. II. Sándor cár 1871-ben ajándékozta a Borzsomi-völgyet testvérének, Mihail Nyikolajevics Romanov orosz nagyhercegnek. Ezt követően a település és a térség gyors fejlődének indult, a turistákat abban az időben a hegyvidéki táj mellett a közelben felszínre hozott ásványvíz is vonzotta. 1898-1901 között építették fel a Borzsomi-Bakiriani keskeny nyomtávú vasútvonalat, melyet a szovjet időszakban villamosítottak.
1902-1910 között magashegységi botanikus kertet építettek ki Alekszandr Fomin vezetésével, ez ma a Grúz Tudományos Akadémia botanikus kertje. A 20. század elején jelentek meg az első síelők is. A téli sportok az 1930-as évek közepén öltöttek tömeges méreteket, amikor 1935 januárjában síiskola nyílt Bakurianiban. A kezdeti időkben főként a Kaukázusi Ipari Főiskola (ma: Tbiliszi Műszaki Egyetem) diákjai járták a környékre síelni.
Bakuriani az egyik legfőbb síközponttá vált a Szovjetunióban. 1950-ben nyílt meg az első, 45 m-es síugró sánc, majd ezt követte később egy második, 75 m-es sánc. 1951-ben kiránduló központ nyílt Bakurianiban. Napjainkban több sípálya és felvonó működik. A legmagasabb sípálya a 2200 m-es Mohta-hegyen van. Az utóbbi időben a nyári hegyi turizmus is fejlődött.

## Éghajlata
Éghajlata átmenetet képez a párás tengeri és kontinentális mérsékelt éghajlat között. A tél hideg csapadékban dús. A terület többnyire szélmentes. Az évi átlaghőmérséklet 4,3 °C. Januárban –7,3 °C, augusztusbn 15 °C az átlaghőmérséklet. Az éves átlagos csapadékmennyiség  734 mm, a téli időszakban az átlagos hóvastagság 64 cm.

## Ismert emberek
- Bakurianiban élt a 2010-es téli olimpián, Vancouverben halálos balesetet szenvedett Nodar Kumaritasvili szánkóversenyző

## Külső hivatkozások
- Bakuriani hivatalos honlapja

1. ↑  https://www.geostat.ge/en/modules/categories/41/population